# U-19-Fußball-Europameisterschaft der Frauen 2017
| Europameister Finale Halbfinale | Sieger WM-Play-Off WM-Play-Off Vorrunde |

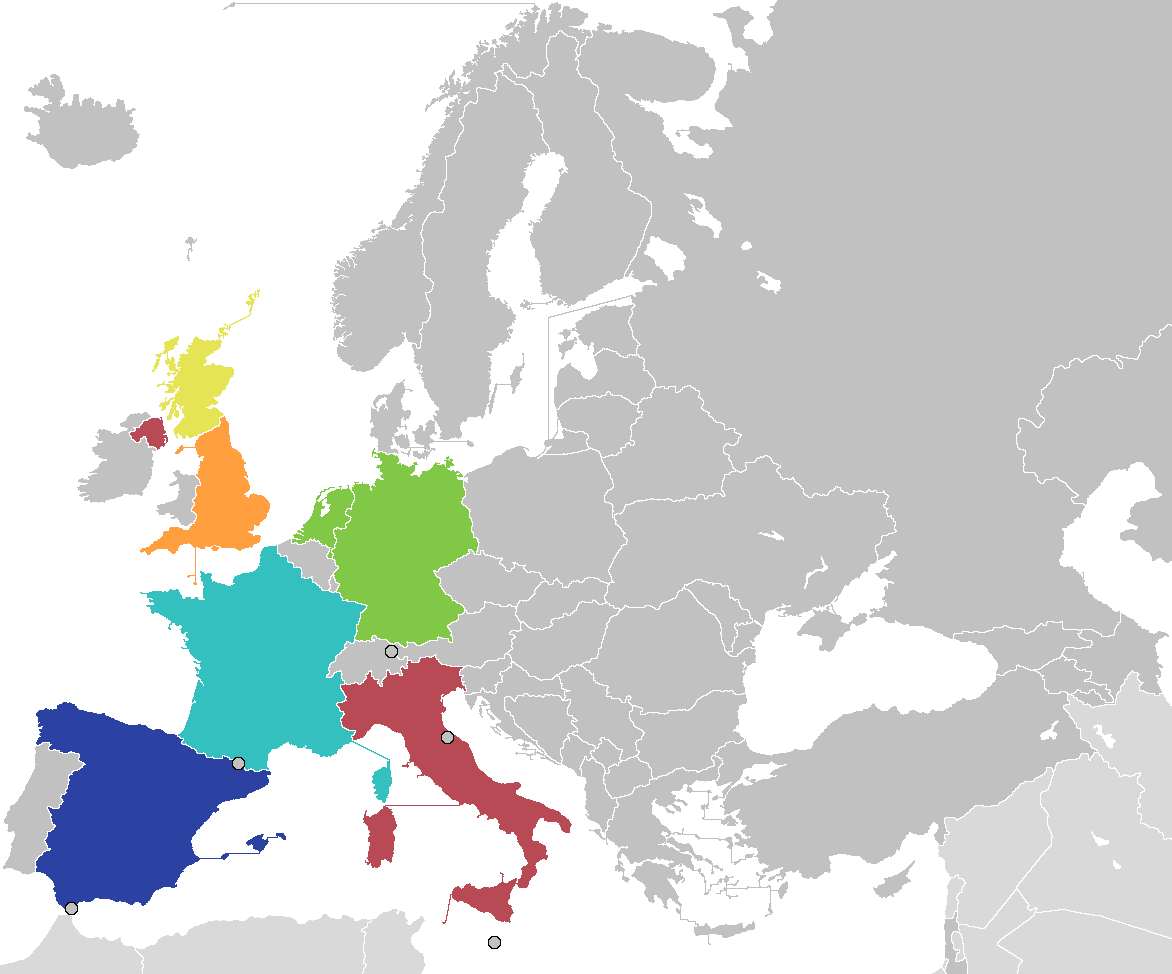

Die Endrunde der 20. U-19-Fußball-Europameisterschaft der Frauen wurde vom 8. bis 20. August 2017 in Nordirland ausgetragen. Das Land wurde am 26. Januar 2015 von der UEFA als Ausrichter bestimmt und richtete damit erstmals ein Frauenturnier aus. Titelverteidiger waren die Französinnen. Spielberechtigt waren Spielerinnen, die am 1. Januar 1998 oder später geboren wurden. Das Turnier diente außerdem zur Ermittlung der Teilnehmer für die U-20-Fußball-Weltmeisterschaft der Frauen 2018, die vom 7. bis 26. August 2018 in Frankreich stattfand.

## Qualifikation

### 1. Runde
Nordirland war als Gastgeber automatisch qualifiziert. Frankreich, England und Deutschland erhielten eine Wildcard für die 2. Qualifikationsrunde, da diese Mannschaften auf den ersten drei Plätzen der UEFA-Rangliste standen. Die übrigen 44 gemeldeten Nationalmannschaften wurden am 13. November 2015 auf elf Gruppen zu je vier Mannschaften aufgeteilt.
Die Spiele wurden in der Form von Miniturnieren zwischen dem 8. September und 25. Oktober 2016 ausgetragen. Die Gruppensieger und die Gruppenzweiten sowie der beste Gruppendritte qualifizierten sich für die 2. Runde.
Österreich spielte in Gruppe 3 gegen Weißrussland, Belgien und Litauen; mit einem Sieg, einem Unentschieden und einer Niederlage wurde die Qualifikation für die 2. Runde verpasst. Die Schweiz traf in Gruppe 9 auf Estland, Tschechien und Kroatien; mit zwei Siegen und einem Unentschieden qualifizierten sich die Schweizerinnen als bester Gruppenzweiter für die nächste Runde.

### Eliterunde
Am 4. November wurden die Mannschaften für die Auslosung am 11. November gemäß den Ergebnissen der ersten Runde auf sechs Lostöpfe verteilt, die Mannschaften mit Freilos aus der ersten Runde wurden Topf A zugeordnet. Mannschaften, die bereits in der ersten Runde gegeneinander gespielt hatten, konnten nicht erneut aufeinander treffen. Die sechs Gruppensieger und der Zweite mit der besten Bilanz gegen den Gruppensieger und -dritten qualifizierten sich für die Endrunde.
Die Auslosung ergab folgende Gruppen (Reihenfolge nach Endplatzierung):
| Gruppe 1 | Gruppe 2   | Gruppe 3    | Gruppe 4   | Gruppe 5 | Gruppe 6    |
| -------- | ---------- | ----------- | ---------- | -------- | ----------- |
| Spanien  | England    | Niederlande | Schottland | Italien  | Deutschland |
| Belgien  | Dänemark   | Frankreich  | Finnland   | Schweden | Polen       |
| Ungarn   | Türkei     | Portugal    | Irland     | Norwegen | Schweiz     |
| Russland | Tschechien | Slowenien   | Ukraine    | Serbien  | Island      |

Bei der Auslosung wurden Deutschland und die Schweiz gemeinsam mit Island und Polen in die Gruppe 6 gelost. Mit drei Siegen aus drei Spielen qualifizierte sich die deutsche Mannschaft für die Endrunde, die Schweiz schied mit zwei Unentschieden und einer Niederlage als Gruppendritter aus.

## Teilnehmer
| - Nordirland (Gastgeber) - Spanien (Sieger Gruppe 1) - England (Sieger Gruppe 2) - Niederlande (Sieger Gruppe 3) | - Schottland (Sieger Gruppe 4) - Italien (Sieger Gruppe 5) - Deutschland (Sieger Gruppe 6) - Frankreich (Bester Gruppenzweiter) |

## Austragungsorte
Die Endrunde fand in vier Stadien in vier Städten statt. Bis auf Ballymena liegen die Städte geographisch eng beieinander im Südosten Nordirlands.
| Belfast |

| Lurgan |

| Portadown |

| Ballymena |

| Belfast |

| Lurgan |

| Portadown |

| Ballymena |

## Gruppenphase

### Auslosung
Die Auslosung der Gruppen fand am 22. Juni 2017 im Belfast City Hotel in Belfast statt. Die acht Mannschaften wurden in zwei Gruppen mit jeweils vier Mannschaften gelost, dabei gab es keine Setzliste, nur Nordirland war als Gastgeber als Kopf der Gruppe A gesetzt.

### Modus
Die Vorrunde wurde in zwei Gruppen mit jeweils vier Mannschaften ausgetragen. Die Gruppensieger und Zweitplatzierten qualifizierten sich für das Halbfinale. Da sich Frankreich als Gastgeber der U-20-Weltmeisterschaft 2018 für das Halbfinale qualifizierte, traten die beiden Gruppendritten in einem Play-off-Spiel gegeneinander an, um den vierten europäischen Teilnehmer für das Turnier zu ermitteln.
Hatten zwei oder mehr Mannschaften derselben Gruppe nach Abschluss der Gruppenspiele die gleiche Anzahl Punkte aufzuweisen, wurde die Platzierung nach folgenden Kriterien in dieser Reihenfolge ermittelt:
a. höhere Punktzahl aus den Direktbegegnungen der betreffenden Mannschaften;
b. bessere Tordifferenz aus den Direktbegegnungen der betreffenden Mannschaften;
c. größere Anzahl erzielter Tore aus den Direktbegegnungen der betreffenden Mannschaften;
d. wenn nach der Anwendung der Kriterien a) bis c) immer noch mehrere Mannschaften denselben Platz belegen, werden die Kriterien a) bis c) erneut angewendet, jedoch ausschließlich auf die Direktbegegnungen der betreffenden Mannschaften, um deren definitive Platzierung zu bestimmen. Führt dieses Vorgehen keine Entscheidung herbei, werden die Kriterien e) bis i) angewendet;
e. bessere Tordifferenz aus allen Gruppenspielen;
f. größere Anzahl erzielter Tore aus allen Gruppenspielen;
g. geringere Gesamtzahl an Strafpunkten auf der Grundlage der in allen Gruppenspielen erhaltenen gelben und roten Karten (rote Karte = 3 Punkte, gelbe Karte = 1 Punkt, Platzverweis nach zwei gelben Karten in einem Spiel = 3 Punkte);
h. bessere Platzierung in der für die Auslosung der Qualifikationsrunde verwendeten Koeffizientenrangliste;
i. Losentscheid.
Trafen zwei Mannschaften im letzten Gruppenspiel aufeinander, die dieselbe Anzahl Punkte sowie die gleiche Tordifferenz und gleiche Anzahl Tore aufwiesen, und endete das betreffende Spiel unentschieden, so wurde die endgültige Platzierung der beiden Mannschaften durch Elfmeterschießen ermittelt, vorausgesetzt, dass keine andere Mannschaft derselben Gruppe nach Abschluss aller Gruppenspiele dieselbe Anzahl Punkte aufwies. Hatten mehr als zwei Mannschaften dieselbe Anzahl Punkte, fanden die oberen Kriterien Anwendung.

### Gruppe A
| Pl. | Land        | Sp. | S | U | N | Tore    | Diff. | Punkte |
| --- | ----------- | --- | - | - | - | ------- | ----- | ------ |
| 1.  | Deutschland | 3   | 3 | 0 | 0 | 011:000 | +11   | 09     |
| 2.  | Spanien     | 3   | 2 | 0 | 1 | 003:200 | +1    | 06     |
| 3.  | Schottland  | 3   | 0 | 1 | 2 | 001:500 | −4    | 01     |
| 4.  | Nordirland  | 3   | 0 | 1 | 2 | 001:900 | −8    | 01     |

|                                                            |   |             |           |
| 8. August 2017 um 15:00 Uhr (16:00 Uhr MESZ) in Belfast    |   |             |           |
| Schottland                                                 | – | Deutschland | 0:3 (0:2) |
| 8. August 2017 um 19:00 Uhr (20:00 Uhr MESZ) in Belfast    |   |             |           |
| Nordirland                                                 | – | Spanien     | 0:2 (0:1) |
| 11. August 2017 um 15:00 Uhr (16:00 Uhr MESZ) in Portadown |   |             |           |
| Deutschland                                                | – | Spanien     | 2:0 (1:0) |
| 11. August 2017 um 19:00 Uhr (20:00 Uhr MESZ) in Lurgan    |   |             |           |
| Nordirland                                                 | – | Schottland  | 1:1 (0:0) |
| 14. August 2017 um 19:00 Uhr (20:00 Uhr MESZ) in Ballymena |   |             |           |
| Deutschland                                                | – | Nordirland  | 6:0 (3:0) |
| 14. August 2017 um 19:00 Uhr (20:00 Uhr MESZ) in Lurgan    |   |             |           |
| Spanien                                                    | – | Schottland  | 1:0 (0:0) |

### Gruppe B
| Pl. | Land        | Sp. | S | U | N | Tore    | Diff. | Punkte |
| --- | ----------- | --- | - | - | - | ------- | ----- | ------ |
| 1.  | Niederlande | 3   | 2 | 1 | 0 | 007:300 | +4    | 07     |
| 2.  | Frankreich  | 3   | 2 | 0 | 1 | 007:300 | +4    | 06     |
| 3.  | England     | 3   | 1 | 0 | 2 | 002:400 | −2    | 03     |
| 4.  | Italien     | 3   | 0 | 1 | 2 | 005:110 | −6    | 01     |

|                                                            |   |             |           |
| 8. August 2017 um 15:00 Uhr (16:00 Uhr MESZ) in Lurgan     |   |             |           |
| Italien                                                    | – | England     | 1:2 (0:0) |
| 8. August 2017 um 15:00 Uhr (16:00 Uhr MESZ) in Ballymena  |   |             |           |
| Frankreich                                                 | – | Niederlande | 0:2 (0:2) |
| 11. August 2017 um 15:00 Uhr (16:00 Uhr MESZ) in Belfast   |   |             |           |
| Italien                                                    | – | Frankreich  | 1:6 (1:2) |
| 11. August 2017 um 19:00 Uhr (20:00 Uhr MESZ) in Belfast   |   |             |           |
| Niederlande                                                | – | England     | 2:0 (2:0) |
| 14. August 2017 um 15:00 Uhr (16:00 Uhr MESZ) in Portadown |   |             |           |
| Niederlande                                                | – | Italien     | 3:3 (2:1) |
| 14. August 2017 um 15:00 Uhr (16:00 Uhr MESZ) in Ballymena |   |             |           |
| England                                                    | – | Frankreich  | 0:1 (0:0) |

## Finalrunde

### Modus
Endete eine Halbfinalbegegnung, das Endspiel bzw. die Play-off-Begegnung zur U-20-Weltmeisterschaft nach Ablauf der regulären Spielzeit ohne Sieger, wurde dieser durch ein Elfmeterschießen ermittelt. Abweichend zum üblichen Verfahren bei Elfmeterschießen traten die Schützen der Mannschaften A und B dann in der Reihenfolge ABBAABBA etc. an – ähnlich dem Verfahren beim Tie-Break im Tennis. Mit diesem Experiment sollte gemäß der Fair-play-Initiative des International Football Association Board (IFAB) überprüft werden, ob der Startvorteil der Mannschaft A damit reduziert werden kann.
Laut einem Beschluss des UEFA-Exekutivkomitees vom 2. Mai 2016 durfte bei diesem Turnier in einer Verlängerung jede Mannschaft eine vierte Einwechslung vornehmen.

### Spiel um Platz 5
Da Frankreich als Gastgeber der U-20-Weltmeisterschaft 2018 sich für das Halbfinale qualifiziert hatte, spielten die beiden Gruppendritten den vierten europäischen Teilnehmer des Turniers aus.
|                                                         |   |         |           |
| 17. August 2017 um 19:00 Uhr (20:00 Uhr MESZ) in Lurgan |   |         |           |
| Schottland                                              | – | England | 0:2 (0:1) |

### Halbfinale
|                                                          |   |            |           |
| 17. August 2017 um 15:00 Uhr (16:00 Uhr MESZ) in Belfast |   |            |           |
| Niederlande                                              | – | Spanien    | 2:3 (0:0) |
| 17. August 2017 um 19:00 Uhr (20:00 Uhr MESZ) in Belfast |   |            |           |
| Deutschland                                              | – | Frankreich | 1:2 (1:0) |

### Finale
Das Endspiel zwischen Frankreich und Spanien war eine Neuauflage des Finales der U-19-EM von 2016 in der Slowakei.
| Frankreich                                                              | Frankreich | Spanien | Spanien |
| ----------------------------------------------------------------------- | --- | --- | ------- |
| Frankreich                                                              | \| Finale \| \| 20. August 2017 um 19:30 Uhr (20:30 Uhr MESZ) in Belfast (Windsor Park) \| \| Ergebnis: 2:3 (1:1) \| \| Schiedsrichterin: Olga Tereshko ( Belarus) \| \| Spielbericht \|                                                            | \| Finale \| \| 20. August 2017 um 19:30 Uhr (20:30 Uhr MESZ) in Belfast (Windsor Park) \| \| Ergebnis: 2:3 (1:1) \| \| Schiedsrichterin: Olga Tereshko ( Belarus) \| \| Spielbericht \|                                                            | Spanien |
| Frankreich                                                              | Mylène Chavas – Lena Goetsch, Julie Piga, Sarah Galera (54. Élisa De Almeida), Pauline Dechilly – Julie Thibaud, Cathérine Karadjov (53. Cindy Caputo), Sana Daoudi – Emelyne Laurent, Mathilde Bourdieu, Christy Gavory Cheftrainer: Gilles Eyquem | Noelia Ramos – Ona Batlle, Andrea Sierra, Lucía Rodríguez, Carmen Menayo – Paula Fernández (67. Laura María Pérez), Patricia Guijarro, Damaris Egurrola – Aitana Bonmatí , Lucía García, Maite Oroz (78. Ana Marcos Moral) Cheftrainer: Pedro López | Spanien |
| Frankreich                                                              | 1:0 Mathilde Bourdieu (4.) 2:1 Emelyne Laurent (71.) | 1:1 Patricia Guijarro (18.) 2:2 Damaris Egurrola (85.) 2:3 Patricia Guijarro (90.) | Spanien |
| Frankreich                                                              | Dechilly (29.), Caputo (90.) | | Spanien |
| Frankreich                                                              | Dechilly (87.) | | Spanien |
| Finale                                                                  | | |         |
| 20. August 2017 um 19:30 Uhr (20:30 Uhr MESZ) in Belfast (Windsor Park) | | |         |
| Ergebnis: 2:3 (1:1)                                                     | | |         |
| Schiedsrichterin: Olga Tereshko ( Belarus)                              | | |         |
| Spielbericht                                                            | | |         |

## Beste Torschützinnen
Nachfolgend aufgelistet sind die besten Torschützinnen der Endrunde. Die Sortierung erfolgt nach Anzahl der geschossenen Tore, bei gleicher Trefferzahl sind die Vorlagen und danach die Spielminuten ausschlaggebend.
| Rang | Spielerin           | Tore | Vorlagen | Spielminuten |
| ---- | ------------------- | ---- | -------- | ------------ |
| 1    | Patricia Guijarro   | 5    | 1        | 449          |
| 2    | Emelyne Laurent     | 3    | 4        | 333          |
| 3    | Mathilde Bourdieu   | 3    | 2        | 393          |
| 4    | Annamaria Serturini | 3    | 0        | 146          |
| 5    | Klara Bühl          | 3    | 0        | 213          |
| 6    | Victoria Pelova     | 2    | 1        | 267          |
| 7    | Joëlle Smits        | 2    | 1        | 270          |
| 8    | Aniek Nouwen        | 2    | 1        | 360          |
| 9    | Annalena Rieke      | 2    | 0        | 194          |
| 10   | Georgia Allen       | 2    | 0        | 215          |
| 11   | Lucía García        | 2    | 0        | 450          |
|      | …                   | …    | …        | …            |
| 12   | Anna Gerhardt       | 1    | 2        | 334          |
| 13   | Kristin Kögel       | 1    | 1        | 121          |
| 16   | Dina Orschmann      | 1    | 1        | 322          |
| 17   | Erëleta Memeti      | 1    | 0        | 11           |
| 23   | Luca Maria Graf     | 1    | 0        | 255          |
| 27   | Giulia Gwinn        | 1    | 0        | 270          |
| 29   | Caroline Siems      | 1    | 0        | 300          |

## Schiedsrichterinnen
Die UEFA nominierte für diese Endrunde sechs Schiedsrichterinnen und acht Schiedsrichterassistenten aus 13 Nationen sowie zwei Schiedsrichterinnen, die als vierte Offizielle eingesetzt wurden. Es gab keine festen Teams aus Schiedsrichterin und Assistenten.
| Schiedsrichterin           | Assistentin              | Vierte Offizielle |
| -------------------------- | ------------------------ | ----------------- |
| Petra Chudá                | Nina Hammarberg          | Rebecca Welch     |
| Silvia Rosa Domingos       | Gabriela Hanáková        | Cheryl Foster     |
| Justina Lavrenovaitė-Perez | Ivana Lesková            |                   |
| Barbara Poxhofer           | Iuliia Petrova           |                   |
| Marte Sørø                 | Bérengère Pierart        |                   |
| Olga Tereshko              | Vikki Robertson          |                   |
|                            | Elena Soklevska-Ilievski |                   |
|                            | Staša Špur               |                   |

## DFB-Auswahl
Trainerin: Maren Meinert (* 5. August 1973) hat folgenden Spielerkader nominiert:
| Position   | Name              | Verein                   | Geburts- datum | Anzahl der Spiele | Tor | Gelbe Karte | Gelb-Rote Karte | Rote Karte |
| ---------- | ----------------- | ------------------------ | -------------- | ----------------- | --- | ----------- | --------------- | ---------- |
| Torhüter   | Vanessa Fischer   | 1. FFC Turbine Potsdam   | 18. Apr. 1998  | 3                 | 0   | 0           | 0               | 0          |
| Torhüter   | Lena Pauels       | Werder Bremen            | 2. Feb. 1998   | 1                 | 0   | 0           | 0               | 0          |
| Abwehr     | Sophia Kleinherne | 1. FFC Frankfurt         | 12. Apr. 2000  | 3                 | 0   | 0           | 0               | 0          |
| Abwehr     | Katja Orschmann   | 1. FFC Turbine Potsdam   | 8. Jan. 1998   | 1                 | 0   | 0           | 0               | 0          |
| Abwehr     | Annalena Rieke    | FF USV Jena              | 10. Jan. 1999  | 4                 | 1   | 0           | 0               | 0          |
| Abwehr     | Caroline Siems    | 1. FFC Turbine Potsdam   | 9. Mai 1999    | 4                 | 1   | 0           | 0               | 0          |
| Mittelfeld | Anna Gerhardt     | FC Bayern München        | 17. Apr. 1998  | 4                 | 1   | 0           | 0               | 0          |
| Mittelfeld | Luca Maria Graf   | FF USV Jena              | 19. März 1999  | 4                 | 1   | 0           | 0               | 0          |
| Mittelfeld | Giulia Gwinn      | SC Freiburg              | 2. Juli 1999   | 3                 | 1   | 0           | 0               | 0          |
| Mittelfeld | Sarai Linder      | TSG 1899 Hoffenheim      | 26. Okt. 1999  | 3                 | 0   | 0           | 0               | 0          |
| Mittelfeld | Erëleta Memeti    | VfL Wolfsburg            | 10. Juli 1999  | 1                 | 1   | 0           | 0               | 0          |
| Mittelfeld | Janina Minge      | SC Freiburg              | 11. Juni 1999  | 4                 | 0   | 0           | 0               | 0          |
| Mittelfeld | Tanja Pawollek    | 1. FFC Frankfurt         | 18. Jan. 1999  | 4                 | 0   | 0           | 0               | 0          |
| Mittelfeld | Lisa Schöppl      | VfL Wolfsburg            | 11. Jan. 2000  | 3                 | 0   | 0           | 0               | 0          |
| Angriff    | Klara Bühl        | SC Freiburg              | 7. Dez. 2000   | 3                 | 3   | 0           | 0               | 0          |
| Angriff    | Laura Freigang    | Penn State Nittany Lions | 1. Feb. 1998   | 4                 | 0   | 1           | 0               | 0          |
| Angriff    | Kristin Kögel     | FC Bayern München        | 21. Sep. 1999  | 3                 | 1   | 0           | 0               | 0          |
| Angriff    | Dina Orschmann    | UCF Knights              | 8. Jan. 1998   | 4                 | 1   | 0           | 0               | 0          |